# Ameivula ocellifera
Ameivula ocellifera is een hagedis uit de familie tejuhagedissen (Teiidae). De wetenschappelijke naam van de soort werd in 1825 als Teius ocellifer gepubliceerd door Johann Baptist von Spix.

## Verspreidingsgebied en habitat
De soort komt voor in Bolivia (Santa Cruz, Tarija), Brazilië (Bahia, Minas Gerais, Goiás, Pernambuco, Ceará, Sergipe, Piauí, São Paulo en Rio Grande do Norte), het noorden van Argentinië (Misiones, Corrientes, Chaco, Formosa, Córdoba, La Rioja), en Paraguay.

## Uiterlijke kenmerken
In tegenstelling tot verwante soorten ontbreken stekelige anale sporen en het aantal femorale poriën is altijd kleiner dan veertig.

## Synoniemen
- Cnemidophorus hygomi Reinhardt & Lütken, 1862[3]